# Wi-Fi Multimedia
Wi-Fi Multimedia (WMM), auch als Wireless Multimedia Extensions (WME) bezeichnet, ist eine auf dem IEEE 802.11e-Standard basierende Zertifizierung, die von der Wi-Fi-Allianz – einem freiwilligen Zusammenschluss von über 300 Unternehmen der Elektronikbranche zur Gewährleistung von Interoperabilität in Drahtlosnetzwerken (WLAN) – für eine bessere Nutzung von Unterhaltungselektronik und Multimedia über WLAN entwickelt wurde. Auf diese Weise soll das Streaming von Multimedia-Inhalten (z. B. IPTV oder DVB-IPI) oder die Nutzung von IP-Telefonie (z. B. für WLAN-Telefonie) optimiert werden.
WMM stellt hierzu Quality-of-Service-Merkmale (QoS) für IEEE 802.11-basierte Netzwerke bereit. Eine feste Bandbreite wird dabei nicht garantiert; der Datenverkehr wird in vier Kategorien unterteilt, die unterschiedlich priorisiert werden:
- „Bestmöglich“ (AC_BE)
- Hintergrund (AC_BK)
- Video (AC_VI)
- Sprache (AC_VO)

Die Eigenschaften jeder Kategorie werden über mehrere Parameter definiert:
Acknowledgement Policy (ACKPOLICY)
Definiert, ob der Empfänger den Empfang eines Datenpaketes bestätigen soll.
Admission Control Mandatory (ACM)
Definiert ob die Zugriffssteuerung durch den Zugriffspunkt (engl. access point) oder den zugreifenden Klienten kontrolliert wird.
Arbitrary Inter-Frame Space Number (AIFSN)
Definiert eine feste Zeitperiode zwischen den Zugriffen pro Kategorie.
Contention Window (CW)
Definiert das Zeitfenster für die Aushandlungsphase konkurrierender Zugriffe. Das Fenster wird über einen Minimal- (CWMIN) und einen Maximalwert (CWMAX) bestimmt.
Transmission Opportunity (TXOP)
Dient der Priorisierung einer Kategorie. Eine Kategorie mit einem höheren Wert, beispielsweise Sprache oder Video, wird bei der Datenübertragung bevorzugt behandelt. Zusätzlich sind die Werte für AIFSN und CW entsprechend kleiner zu definieren.
Zwischen zwei WMM-kompatiblen Geräten kann im DLS-Modus (engl. direct link setup) eine Direktverbindung hergestellt werden. Hierzu wird jeweils einem Gerät die MAC-Adresse des anderen Geräts mitgeteilt.
Mit Stand 2016 wurden 21.900 verschiedene WLAN-Geräte nach WMM zertifiziert.